# Renault Type JM-JT e Type KR
Le Type J-, escluse le Type JV-1 e Type JY, sono una famiglia di autovetture che, assimeme alle vetture a esse correlate in quanto nate da un progetto comune, andava in gran parte a costituire la gamma Renault tra il 1922 e il 1923.

## Type JM
Erede diretta della Type EU, ne conservava la meccanica, consistente in un motore a 4 cilindri da 2812 cm³. A differenza della sua antenata fu proposta principalmente in versione berlina, una grande berlina, quasi una limousine, lunga 4,38 metri, larga 1,65 e realizzata su un telaio dal passo pari a 3.38 metri.
Fu prodotta tra il 1922 e il 1923.

## Type JS
Assieme alle Type JY e MG fu una delle eredi delle precedenti Type HG e IQ. Era una vettura di fascia alta, realizzata principalmente in versione torpedo e coupé de ville. Di dimensioni generose, era lunga 4,7 metri e larga 1,7. Offriva un'ampia abitabilità, anche grazie al passo di 3,56 metri. La Type JS era equipaggiata da un 6 cilindri da 4218 cm³. Fu prodotta tra il 1922 e il 1923, come la più piccola Type JM.

## Type JT e KR
Erano le eredi della Type JM. Erano due vetture di fascia alta prodotte nel solo anno 1923. Condividevano lo stesso telaio da 3,2 metri di passo, ma montavano due motori diversi. La Type JT era equipaggiata dallo stesso 4 cilindri da 2,8 litri della Type JM, mentre la Type KR montava un nuovo 4 cilindri da 3178 cm³. Furono prodotte come limousine o come torpedo.